# بنیاد هریتج
بنیاد هریتج (انگلیسی: The Heritage Foundation) اندیشکده محافظه‌کار آمریکایی مستقر در واشینگتن، دی.سی. است. در جریان ریاست جمهوری رونالد ریگان، که سیاست‌هایش به‌طور قابل ملاحظه‌ای برگرفته از یک مطالعهٔ هریتج بود، این بنیاد نقشی پیشرو در جنبش محافظه کاری داشت. از آن زمان هریتج اثرگذاری قابل توجهی در سیاستگذاری آمریکا داشته و یکی از اثرگذارترین سازمان‌های تحقیقاتی محافظه کار در آمریکا قلمداد می‌شود.

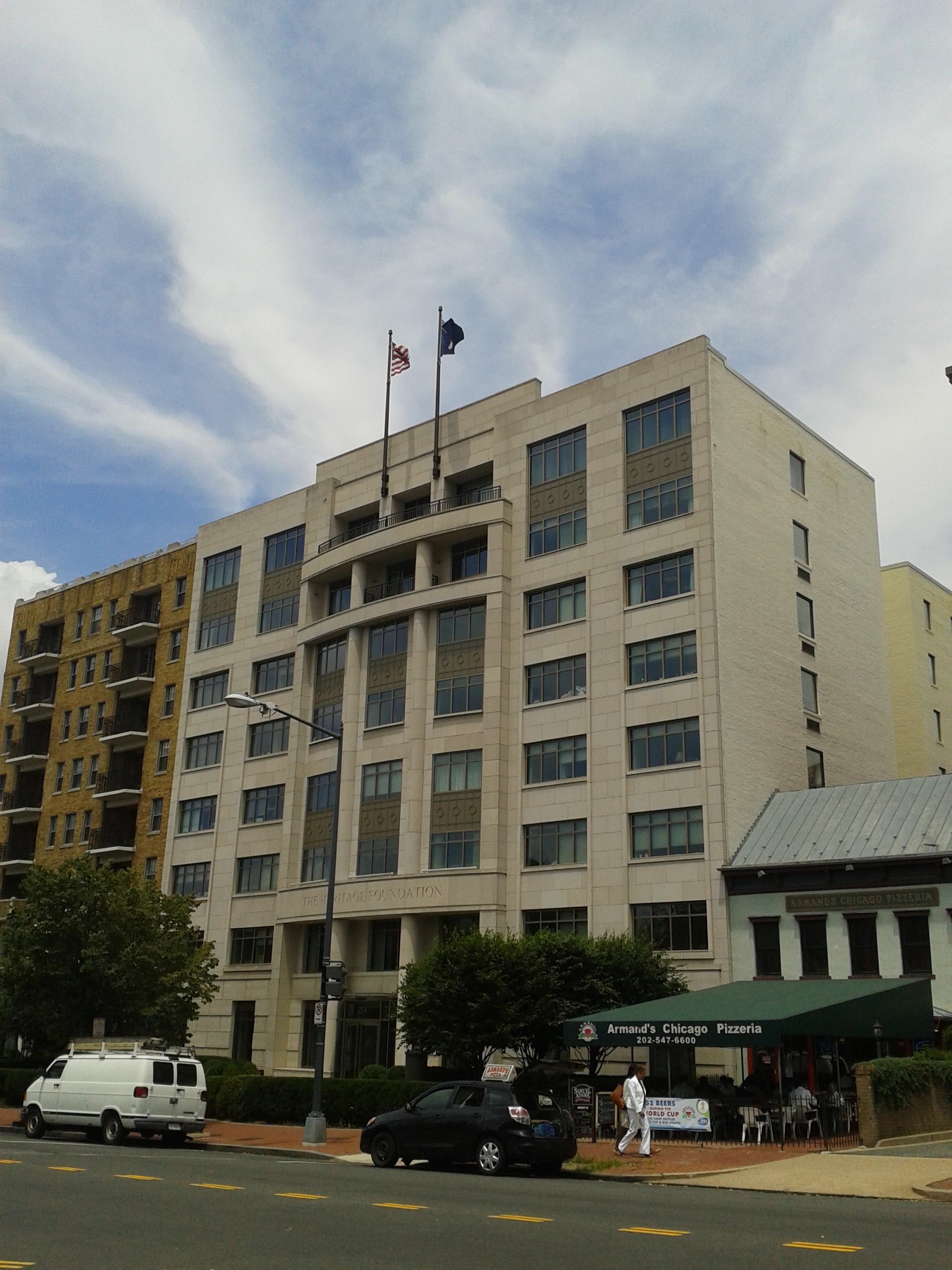
مقر بنیاد هریتج در کپیتال هیل